# 熊野水軍
熊野水軍（くまのすいぐん）は、紀伊半島南東部、熊野灘、枯木灘に面した地域を拠点とした水軍。熊野海賊とも。瀬戸内海の制海権を握り、平安時代末期の内乱、治承・寿永の乱（源平合戦）で活躍した事で知られる。

## 歴史
豊富な船材と良港に恵まれながらも、耕作地に乏しい熊野には海を舞台に活躍する水軍が早くから発達した。紀淡海峡など四国と紀伊半島の間に出没した南海海賊の多くは熊野の浦々を拠点とする海の領主で、彼らを熊野別当が統括していた。熊野別当には源氏とつながりを持つ新宮別当家と、平氏とつながりをもつ田辺別当家という二つの有力な家があり、源平双方と関わっていた。乱の最終決戦である壇ノ浦の戦いでは平氏方であった湛増が源氏方に付き、源氏を勝利に導いた。将のひとりに熊野の藤白鈴木氏があり、鈴木重家・重善は源平合戦で当水軍を率い源氏に貢献した。重家はその後も源義経に従って衣川で義経とともに討死した。
南北朝時代には北朝の幕府方についたり、南朝方についたり状況に応じて活動した。南北朝時代の記録では、1347年（正平2年）に南朝方についた水軍衆が薩摩国で幕府方についた城を攻撃している。一方で水軍衆の中には足利幕府から瀬戸内海で人や物を運ぶ権利を認められた者もいた。
戦国時代には堀内氏が統治していた。